# 크레타 전쟁 (1645년~1669년)

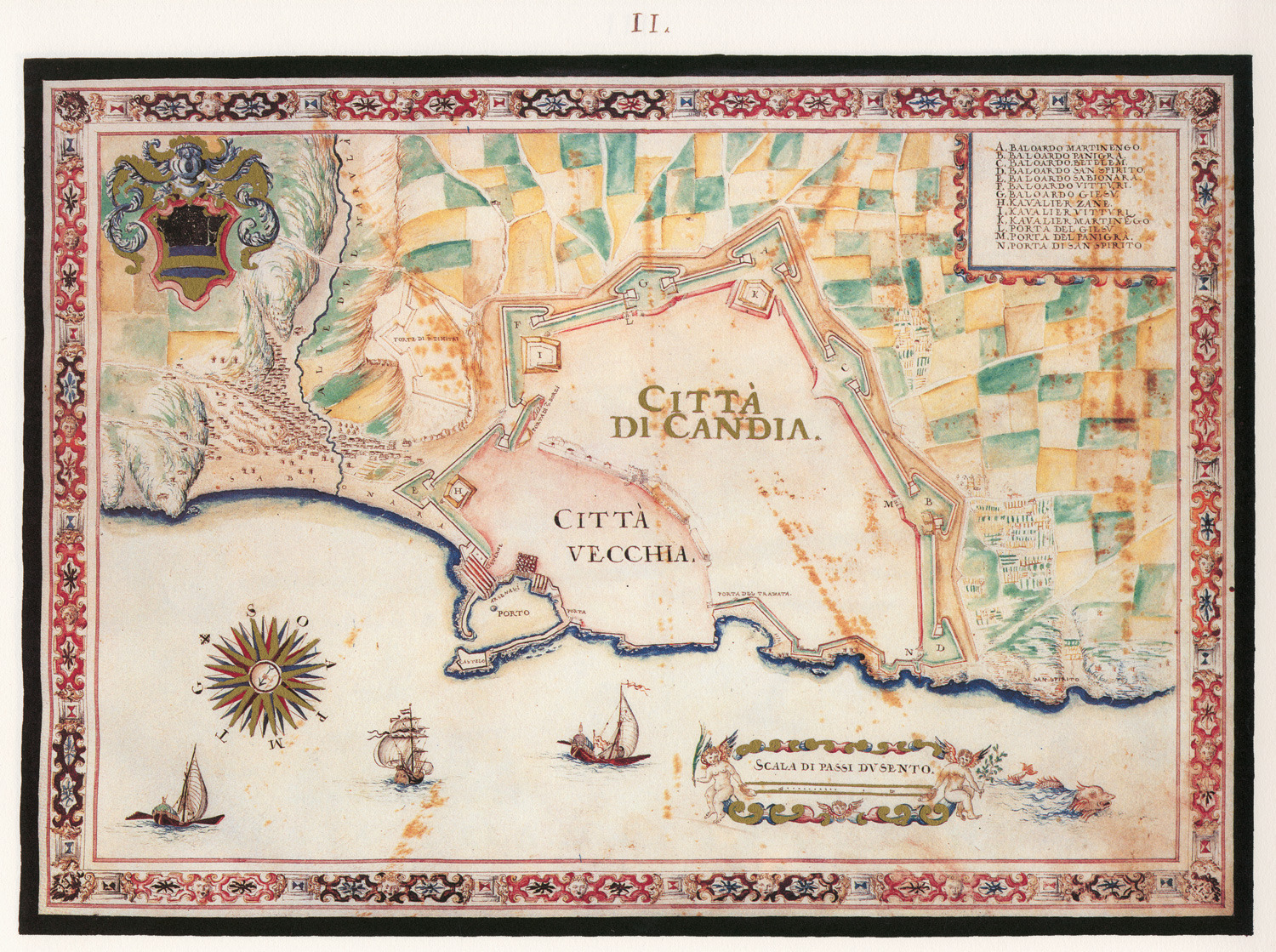
베네치아 공화국의 칸디아 지도

크레타 전쟁(그리스어: Κρητικός Πόλεμος, 튀르키예어: Girit'in Fethi), 칸디아 전쟁(이탈리아어: Guerra di Candia), 또는 제5차 오스만-베네치아 전쟁은 베네치아 공화국과 그 동맹국(몰타 기사단, 교황령, 프랑스 왕국)이 오스만 제국 및 바르바리 국가들을 상대로 벌인 전쟁으로, 당시 베네치아의 가장 크고 부유한 해외 영토(스타토 다 마르)이던 크레타 섬에서 주로 벌어졌다. 전쟁은 1645년부터 1669년까지 이어졌으며 주로 크레타 섬의 칸디아 시에서 전투들이 있었고 또한 에게해 주변에서의 해상 교전이나 습격, 그리고 달마티아에서의 부수적인 군사 작전이 포함되었다.